# Río Eo
El río Eo es un río del norte de la península ibérica que discurre en su mayor parte por tierras de Galicia y en su tramo final es limítrofe con Asturias (España). Desemboca en el mar Cantábrico formando la ría homónima,  «Ría del Eo» en Galicia, Ría de Ribadeo. Es apto para la pesca de salmones.

## Curso

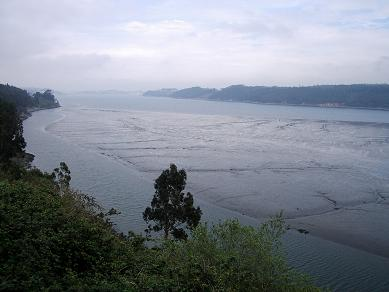
Vista de la ría del Eo

El río Eo nace en Fonteo, Baleira (Lugo); si bien la fuente más alta se encuentra en Pradeda, Esperela, también en el concejo de Baleira, a unos 6 kilómetros al sur de Fonteo. Discurre a lo largo de unos 81 km a través de los municipios de Baleira, Ribera de Piquín, Fonsagrada y Puentenuevo (Galicia), San Tirso de Abres y Vegadeo (Asturias), sin llegar a afectar a Castropol, y finalmente también por Trabada y Ribadeo (Galicia); afectando a las comarcas Fonsagrada y La Mariña Oriental en la parte gallega y Eo-Navia en la asturiana. En su parte alta discurre por uno de los bosques autóctono mejor conservados de Galicia, La Marronda. Desemboca en el mar Cantábrico, formando la ría del Eo, entre Ribadeo y Castropol.
Su cuenca abarca una superficie de 828 km², de los cuales 227,74 pertenecen a Asturias. En su recorrido existen 5 puntos de control.

## Etimología
El nombre proviene del vocablo Ego, que en tiempos griegos alternó con Egoba, y así lo atestigua Plinio al hablar de los Egobarri, los habitantes de la orilla de la ría. De Ego viene Eo y también las formas medievales Iuve (775), Euve (875), y finalmente Ove (905-), nombre de una parroquia de Ribadeo, próxima a la ría.
Sin perjuicio de lo anterior, durante siglos su curso inferior se designó como río de Miranda, y la parte inicial de su estuario como ría de Abres.

## Afluentes
Sus afluentes principales son, por el este, los ríos Rodil y Turía. Otros afluentes notorios son, por el este, el río Ouria, y por el oeste, los ríos Riotorto, Trabada y Liñeiras.
Por su parte, los ríos Suarón y Grande, si bien forman parte de la cuenca del Eo, desembocan directamente en la ría. 